# Odo roseus
Odo roseus es una especie de araña del género Odo, familia Xenoctenidae. Fue descrita científicamente por Mello-Leitao en 1941.
Habita en Argentina.